# Stenochelyne noctis
Stenochelyne noctis är en skalbaggsart som beskrevs av Britton 1990. Stenochelyne noctis ingår i släktet Stenochelyne och familjen Melolonthidae. Inga underarter finns listade i Catalogue of Life.